# Mathilde Price
Mathilde Juliane Engeline Price (6. april 1847 på Frederiksberg – 21. december 1937) sammesteds) var en dansk malerinde.
Mathilde Price forældre var mimiker Johan Adolph Price (1805-1890) og danserinden Flora Mathilde Henriette Lewin (1803-1863). Hun var søster til danserinderne Elise Juliette Christiane Price (1831-1906), Hanne Sophie Price (1833-1905) og danseren Adolph Frederik Waldemar Price (1836-1908).
Mathilde Price var oprindelig balletdanserinde, debuterede i 1867 på Det Kongelige Teater som sylfiden i balletten af samme navn og dansede flere store partier, men måtte på grund af sygdom trække sig tilbage fra teatret 1874.
Hun kastede sig så over maleriet, blev elev af Vilhelm Kyhn og Carl Bloch og uddannet blomstermaler af O.D. Ottesen. Hun malede blomsterbilleder og portrætter og underviste i tegning og maling. Hun havde 1880 en udstilling af blomsterbilleder på Charlottenborg Forårsudstilling.
Hun var ugift og er begravet på Frederiksberg Ældre Kirkegård.

## Værker
- Voksende markblomster (udstillet 1880)
- Portræt af Adolph Price
- En buket roser i en glasvase
- Markblomster i en kande
- Parti fra Hellebæk Sø
- Skovløberhus fra Marselisborg
- Voksende snerle